# بنفشه‌سانان

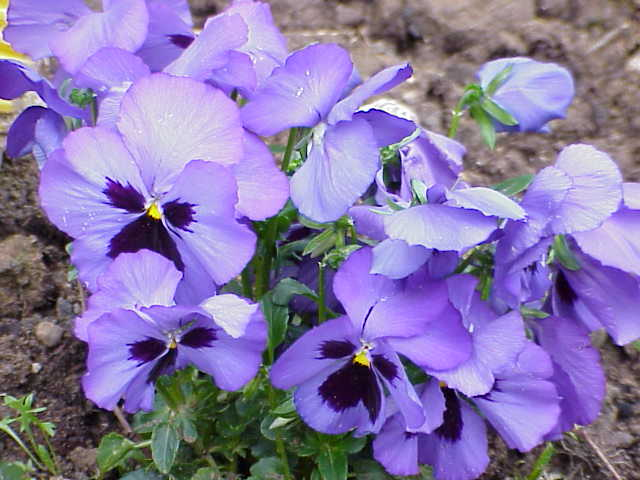
بنفشه سه‌رنگ

بنفشه‌سانان (نام علمی: Violales)، نام گیاه‌شناسی از راسته‌ای از گیاهان گل‌دار است و نام خود را از خانواده بنفشگان گرفته‌است. جان لیندلی (۱۸۵۳) آن را پیشنهاد کرد. این نام در چندین سیستم استفاده شده‌است، اگرچه برخی از سیستم‌ها از نام (Parietales) برای گروه‌بندی‌های مشابه استفاده می‌کنند. در نسخه ۱۹۸۱ سیستم تأثیرگذار کرونکوئیست (Cronquist)، راسته بنفشه‌سانان در زیرکلاس (Dilleniidae) با محدودیتی متشکل از خانواده‌های فهرست‌شده در زیر قرار داده شد. برخی از طبقه‌بندی‌ها مانند داهگرین (Dahlgren)، بنفشه‌سانان را در بالاراسته بنفشه‌مانان قرار داد. سیستم ای‌پی‌جی (APG) راسته بنفشه‌سانان را تشخیص نمی‌دهد. بنفشگان در ردیف مالپیگی‌سانان قرار می‌گیرد و سایر خانواده‌ها همان‌طور که اشاره شد به راسته‌های مختلفی منصوب می‌شوند.
- راسته بنفشه‌سانان پرلب (Karl Julius Perleb)[۷]

تیره Achariaceae ← راسته مالپیگی‌سانان
تیره قلاب‌داریان ← راسته میخک‌سانان
تیره بگونیا ← راسته کدوسانان
تیره Bixaceae ← راسته پنیرک‌سانان
تیره خربزه‌درختیان← راسته کلم‌سانان
تیره گل‌آفتابیان← راسته پنیرک‌سانان
تیره کدوییان ← راسته کدوسانان
تیره شاهدانه‌وشیان ← راسته کدوسانان
تیره جفت‌قلاب‌برگیان ← راسته میخک‌سانان
تیره Flacourtiaceae ← در تیره بیدیان گنجانده شده‌است، در راسته مالپیگی‌سانان
تیره Fouquieriaceae ← راسته خلنگ‌سانان
تیره شبنمیان ← راسته میخک‌سانان
تیره Hoplestigmataceae ← موقعیت نامشخص
تیره Huaceae ← گل‌سرخ‌داران (قرار دادن مستقیم)
تیره Lacistemataceae ← راسته مالپیگی‌سانان
تیره Loasaceae ← راسته زغال‌اخته‌سانان
تیره Malesherbiaceae ← راسته مالپیگی‌سانان (به‌صورت اختیاری در داخل گل‌ساعتیان)
تیره گل‌ساعتیان ← راسته مالپیگی‌سانان
تیره Peridiscaceae ← راسته خاراشکن‌سانان
تیره Scyphostegiaceae ← در تیره بیدیان گنجانده شده‌است، در راسته مالپیگی‌سانان
تیره Stachyuraceae ← راسته Crossosomatales
تیره گزیان ← راسته میخک‌سانان
تیره Turneraceae ← راسته مالپیگی‌سانان (به‌صورت اختیاری در داخل گل‌ساعتیان)
تیره بنفشگان ← راسته مالپیگی‌سانان